# Dzierzgowo
Dzierzgowo è un comune rurale polacco del distretto di Mława, nel voivodato della Masovia.
Ricopre una superficie di 150,63 km² e nel 2004 contava 3 489 abitanti.